# Newtonia buchananii
Espèce
Classification phylogénétique
Newtonia buchananii est une espèce de plantes à fleurs de la famille des Mimosaceae selon classification classique, ou à celle des Fabaceae, sous-famille des Mimosoideae selon la classification phylogénétique. C'est un arbuste que l'on trouve en Afrique, (Angola, Cameroun, Kenya, Malawi, Mozambique, Rwanda, Tanzanie, Ouganda, République démocratique du Congo, Zambie, Zimbabwe)

## Synonyme
- Piptadenia buchananii Baker